# Johann Daniel Georg von Memminger

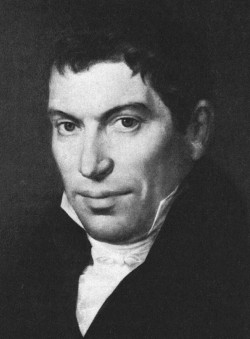
Johann Daniel Georg von Memminger

Johann Daniel Georg Memminger, ab 1829 von Memminger, (* 16. April 1773 in Tübingen; † 21. Februar 1840 in Stuttgart) war ein württembergischer Geograph und Statistiker.

## Leben und Werk
Memminger stammt aus einer Handwerkerfamilie, sein Vater war Schuhmacher-Obermeister in Tübingen. Er besuchte die Lateinschule in Tübingen, auf Fürsprache seiner Lehrer konnte er das Gymnasium in Stuttgart und die Klosterschule in Maulbronn besuchen. 1792 begann er im Evangelischen Theologischen Stift in Tübingen mit dem Studium. Nach dem Magisterabschluss 1796 erhielt er 1798 eine Lehrerstelle in Cannstatt. 1802 wurde er Lehrer an der Lateinschule in Cannstatt, wo er 22 Jahre arbeitete. Memmingers Interesse galt bereits damals der Statistik im Sinne einer umfassenden Staatskunde. 1809 bis 1813 veröffentlichte er mehrere kleine Artikel und Publikationen. 
Memminger wurde daraufhin als wissenschaftlicher Leiter in das neu begründete königlich statistisch-topographische Büreau berufen, das u. a. die Württembergische Landesvermessung vornahm und in der Folge die Oberamtsbeschreibungen veröffentlichte. Er hatte den Auftrag, eine allgemeine Landesbeschreibung zu verfassen. Dieser Aufgabe kam er nach, indem er die Württembergischen Oberamtsbeschreibungen konzipierte, von denen 14 bis 1838 erschienen. 1834 wurde Memminger mit der Redaktion des Hof- und Staatshandbuchs des Königreichs Württemberg beauftragt.
1805 hatte er Louise Klett (1786–1842) aus Offenhausen im Kreis Reutlingen geheiratet. Von fünf Kindern erreichte nur eine Tochter das Alter von vier Jahren.

## Schriften (Auswahl)
- Von 1818 bis 1822 gab er vier Bände der Württembergischen Jahrbücher heraus.
- Bereits 1820 veröffentlichte er die Beschreibung oder Geographie und Statistik von Württemberg. Sie war so sorgfältig erarbeitet, dass sie im Jahre nach seinem Tode in dritter, (u. a. anhand der Notizen in seinem Nachlass) überarbeiteter Auflage erschien.[1]
- Zwischen 1822 und 1838 erschienen die Oberamtsbeschreibungen von Reutlingen, Münsingen, Ehingen, Riedlingen, Rottenburg Saulgau, Blaubeuren, Urach, Cannstatt, Waldsee, Ulm, Ravensburg, Biberach und Tettnang.

## Beförderungen und Ehrungen
- 1810 wurde ihm der Professorentitel verliehen.
- 1824 wurde er zum Finanzrat und 1834 zum Oberfinanzrat befördert.
- 1829 wurde Johann Daniel Georg von Memminger mit dem Ritterkreuz des Ordens der württembergischen Krone[2] geehrt, welches mit dem persönlichen Adelstitel verbunden war.
- In Tübingen ist die Memmingerstraße und eine Bushaltestelle nach ihm benannt.